# Fey (Sängerin)

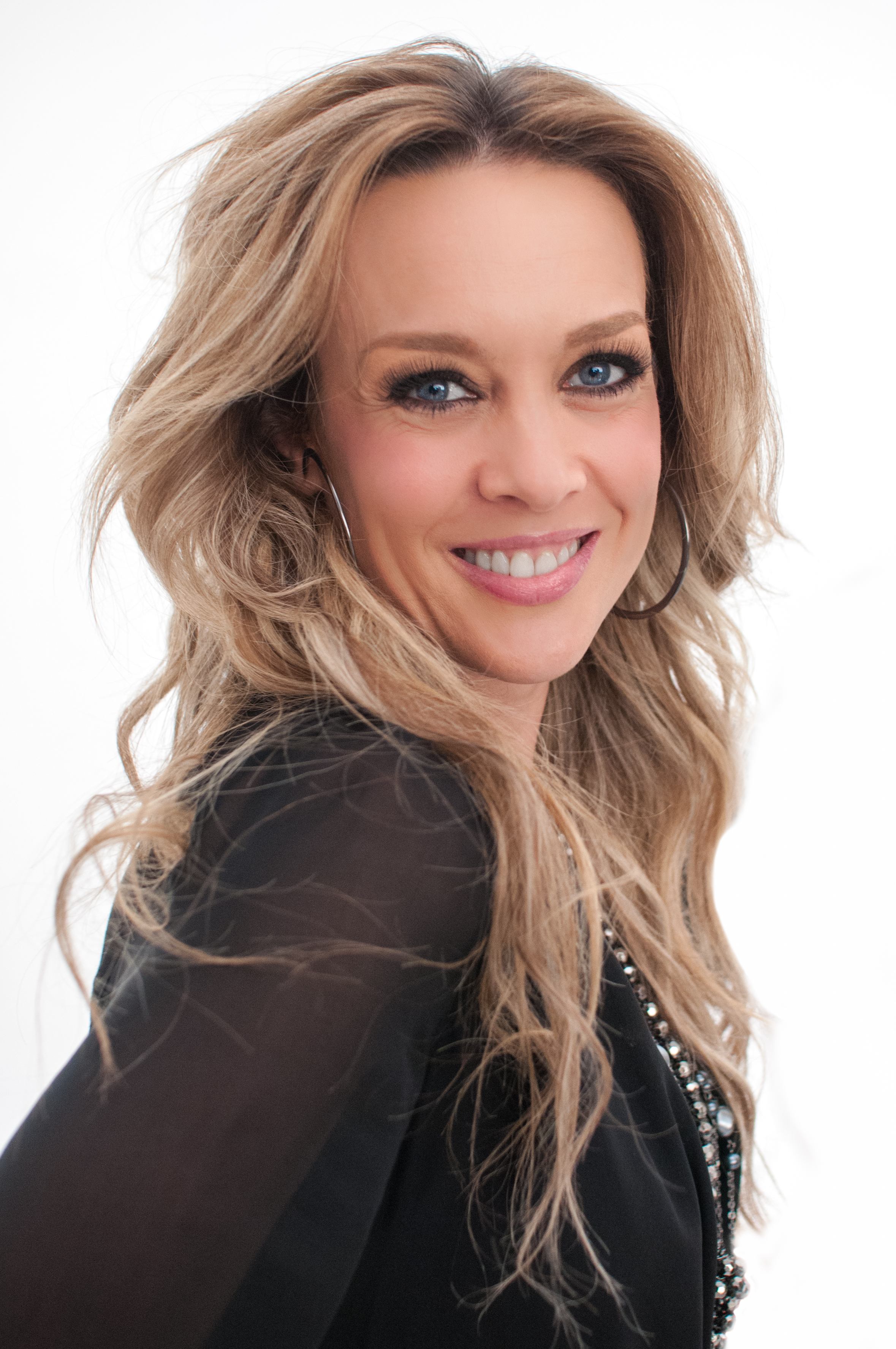
Fey

Fey (* 21. Juli 1973 in Mexiko-Stadt; eigentlich María Fernanda Blásquez Gil) ist eine mexikanische Popsängerin. Mit fünfzehn Millionen verkaufter Alben gehört sie seit Mitte der 1990er Jahre zu den populärsten Sängerinnen ihres Landes.
Ihr Debütalbum Fey erschien 1995 und verkaufte sich allein in ihrer Heimat über eine Million Mal. Mit dem Nachfolgealbum Tierna La Noche, das Ende 1996 auf den Markt kam, gelang ihr der internationale Durchbruch.

## Diskografie (Auswahl)
- 1995: Fey
- 1996: Tierna la noche
- 1998: El color de los sueños (MX: ×2Doppelgold )[2]
- 2000: Éxitos
- 2002: Vértigo
- 2004: La fuerza del destino (MX: Gold)
- 2006: Faltan lunas
- 2009: Dulce tentación
- 2012: Primera fila (MX: Gold)